# HD 17156
Désignations
HD 17156 est une étoile naine jaune située à ∼ 253 a.l. (∼ 77,6 pc) de la Terre dans la constellation de Cassiopée. Sa magnitude apparente est 8,16, ce qui signifie qu'elle n'est pas visible à l'œil nu, mais elle peut être vue avec de bonnes jumelles. Sa magnitude absolue est de 3,80.
En avril 2007, on y a découvert l'exoplanète HD 17156 b, puis l'exoplanète HD 17156 c (en) en février 2008.

## Propriétés
HD 17156 est une naine jaune de type spectral G0V, qui commence toutefois à évoluer et à s'éloigner de la séquence principale. Grâce aux contraintes de densité astérosismique et aux isochrones stellaires, son âge a été établi à 3,37 +0,20
−0,47 milliards d'années. Les observations spectrales ont permis de voir que l'étoile est riche en métal,.

## Système planétaire
HD 17156 b est une planète extrasolaire de type Jupiter chaud. D'une température relativement faible, elle est légèrement plus petite que Jupiter, mais légèrement plus grande que Saturne. Elle a une orbite très excentrique, passant d'environ 0,0523 unités astronomiques (UA) de l'étoile à la périapside avant de s'éloigner à environ 0,2665 UA à l'apoapside en environ 3 semaines. Comme 16 Cygni Bb, cette planète appartient à la classe des Jupiter excentriques.
La planète a été découverte le 14 avril 2007 en utilisant la méthode des vitesses radiales à l'aide d'observations prises par les télescopes Keck et Subaru.
Après que la possibilité d'un transit ait été discutée sur oklo.org, divers groupes ont fait une recherche de suivi. Ces recherches ont confirmé un transit de trois heures le 2 octobre 2007 et un article a été publié deux jours plus tard.
Des mesures de vitesses radiales minutieuses ont permis de détecter l'effet Rossiter-McLaughlin, c'est-à-dire le déplacement des raies spectrales photosphériques causé par la planète dissimulant une partie de la surface stellaire en rotation. Cet effet permet de mesurer l'inclinaison, i.e. l'angle entre le plan orbital de la planète et le plan équatorial de l'étoile. L'angle spin-orbite de cette planète a été initialement évalué à (+62 ± 25)°, mais il a été réévalué par la suite à (+9,4 ± 9,3)°.
Par analogie avec HD 149026 b, un angle faible impliquerait que la formation de la planète a été « calme » et a probablement impliqué des interactions avec le disque protoplanétaire. Un angle beaucoup plus grand suggère une interaction violente avec d'autres protoplanètes.
Son orbite ainsi que son orientation par rapport à la Terre font en sorte qu'elle ne créera jamais une éclipse secondaire par rapport à la Terre,. La vraie température de l'étoile, et par conséquent la température de surface de la planète, ne peuvent être mesurées avec précision. En raison de la forte excentricité, l'atmosphère de la planète subit une grande variation de flux stellaire au cours de chaque orbite.